# Karlevi
Karlevi (av SCB benämnd Karlevi och Eriksöre) är en bebyggelse i Vickelby socken i Mörbylånga kommun i Kalmar län, belägen på västra Öland just söder om Färjestaden. Från 2015 räknas bebyggelsen som en del av tätorten Vickleby.

## Administrativ historik
Småorten Karlevi i Vickleby socken avgränsades första gången av SCB år 1990, då med 40 hektars yta. Samma år avgränsades småorten Eriksöre (med småortskod S2065) i Torslunda socken direkt norr om Karlevi med en yta på 26 hektar. Till nästa avgränsning, 1995, hade de båda orterna blivit en under benämningen Karlevi med 72 hektar. År 2000 minskade Karlevi i yta till 45 hektar (den södra gränsen drogs länge norrut) och småorten fick då sin nuvarande yta och benämningen Karlevi och Eriksöre.

## Befolkningsutveckling
| Befolkningsutvecklingen i Karlevi/Karlevi och Eriksöre 1990–2010                  | Befolkningsutvecklingen i Karlevi/Karlevi och Eriksöre 1990–2010 | Befolkningsutvecklingen i Karlevi/Karlevi och Eriksöre 1990–2010 | Befolkningsutvecklingen i Karlevi/Karlevi och Eriksöre 1990–2010 | Befolkningsutvecklingen i Karlevi/Karlevi och Eriksöre 1990–2010 |
| --------------------------------------------------------------------------------- | ---------------------------------------------------------------- | ---------------------------------------------------------------- | ---------------------------------------------------------------- | ---------------------------------------------------------------- |
|                                                                                   |                                                                  |                                                                  |                                                                  |                                                                  |
| År                                                                                |                                                                  |                                                                  | Folkmängd                                                        | Areal (ha)                                                       |
| 1990                                                                              | 1990                                                             |                                                                  | 165                                                              | 66#                                                              |
| 1995                                                                              | 1995                                                             |                                                                  | 176                                                              | 72#                                                              |
| 2000                                                                              | 2000                                                             |                                                                  | 83                                                               | 45#                                                              |
| 2005                                                                              | 2005                                                             |                                                                  | 92                                                               | 44#                                                              |
| 2010                                                                              | 2010                                                             |                                                                  | 92                                                               | 44#                                                              |
| Anm.: 1990 avser totalen av de båda småorterna Karlevi och Eriksöre # Som småort. |                                                                  |                                                                  |                                                                  |                                                                  |